# Gessie landskommun
Gessie landskommun var en tidigare kommun i dåvarande Malmöhus län.

## Administrativ historik
Kommunen bildades i Gessie socken i Oxie härad i Skåne när 1862 års kommunalförordningar trädde i kraft. 
Vid kommunreformen 1952 uppgick kommunen i Vellinge landskommun som 1971 ombildades till Vellinge kommun.